# جان فوس
جان فوس (بالهولندية: Jan Vos)‏ (و. 1888 – 1939 م) هو لاعب كرة قدم، ومدرب كرة قدم، من مملكة هولندا، ولد في أوترخت، شارك في الألعاب الأولمبية الصيفية 1912، يلعب كمهاجم، توفي في دوردريخت، عن عمر يناهز 51 عاماً.

## روابط خارجية
- جان فوس على موقع قاعدة بيانات كرة القدم.إي يو (الإنجليزية)
- جان فوس على موقع ناشيونال فوتبول تيمز (الإنجليزية)
- جان فوس على موقع اللجنة الأولمبية الدولية (الإنجليزية)
- جان فوس على موقع أوليمبيديا (الإنجليزية)